# Mother's Little Helper
(Mother's Little Helper, The Rolling Stones)
Mother's Little Helper è una canzone dei Rolling Stones pubblicata in origine come traccia d'apertura della versione britannica dell'album Aftermath del 1966.
Uscì come singolo solo negli Stati Uniti dove raggiunse l'8º posto nella classifica di Billboard. Come lato B del singolo è presente Lady Jane, che a sua volta raggiunse la posizione n. 24.

## Il brano
La canzone scritta da Mick Jagger e Keith Richards nel dicembre del 1965 parla del rischio di abuso di psicofarmaci in ambito domestico da parte delle casalinghe frustrate di mezz'età. Il testo del brano venne interpretato come un pesante e sfrontato attacco alle vecchie generazioni dell'epoca. Nel riff principale viene utilizzato un Mando-vox, strumento allora quasi totalmente sconosciuto.

## Formazione
The Rolling Stones
- Mick Jagger – voce, percussioni
- Keith Richards – chitarra elettrica, acustica, slide guitar, cori
- Brian Jones – chitarra acustica, mando-vox
- Bill Wyman – basso
- Charlie Watts – batteria

## Cover
È stata oggetto di cover da parte di numerosi artisti tra cui i Tesla sul live acustico del 1990 Five Man Acoustical Jam, di Liz Phair per la colonna sonora del telefilm Desperate Housewives, dei Sum 41 in concerto acustico di AOL.